# St James (Louth)

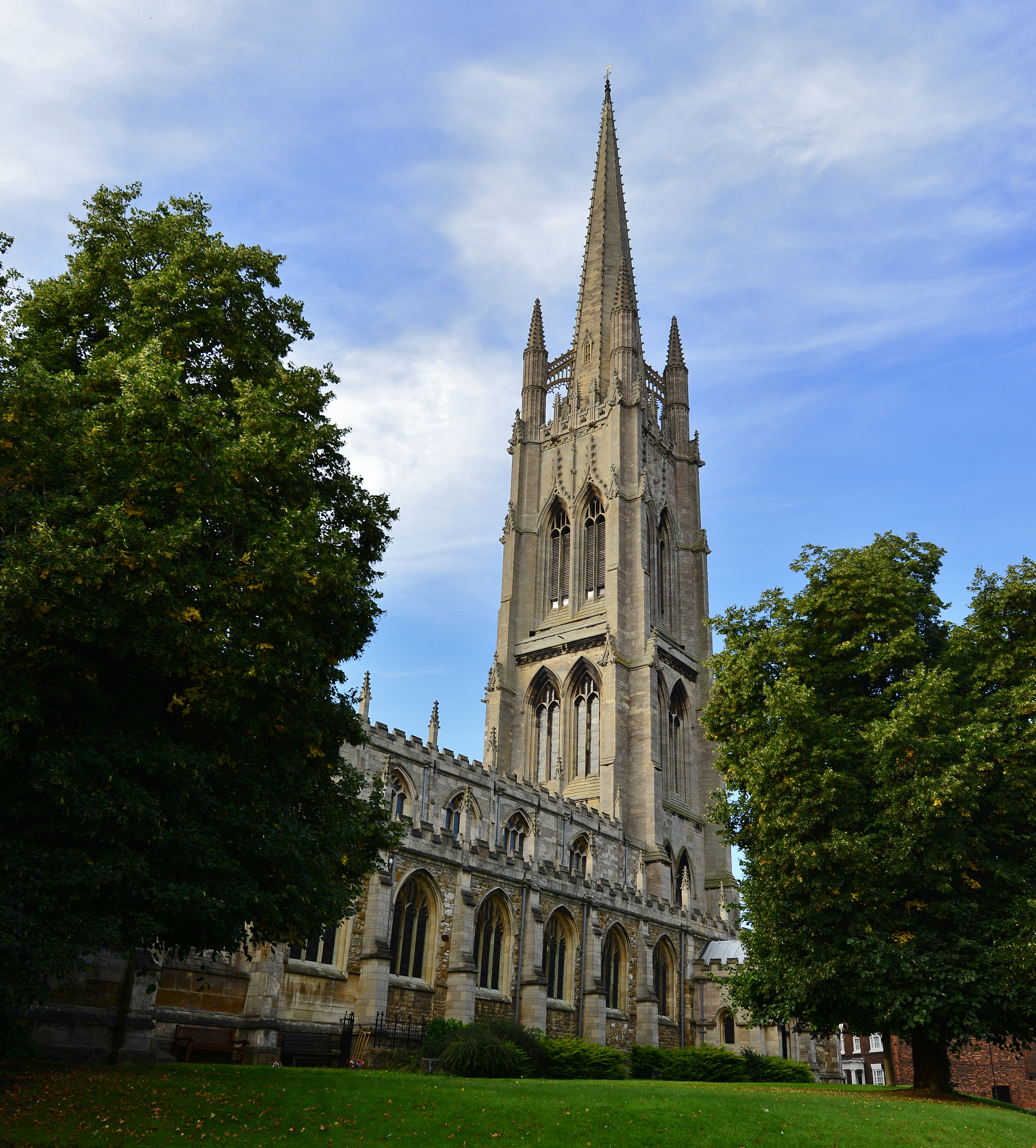
St James’ Church, Louth

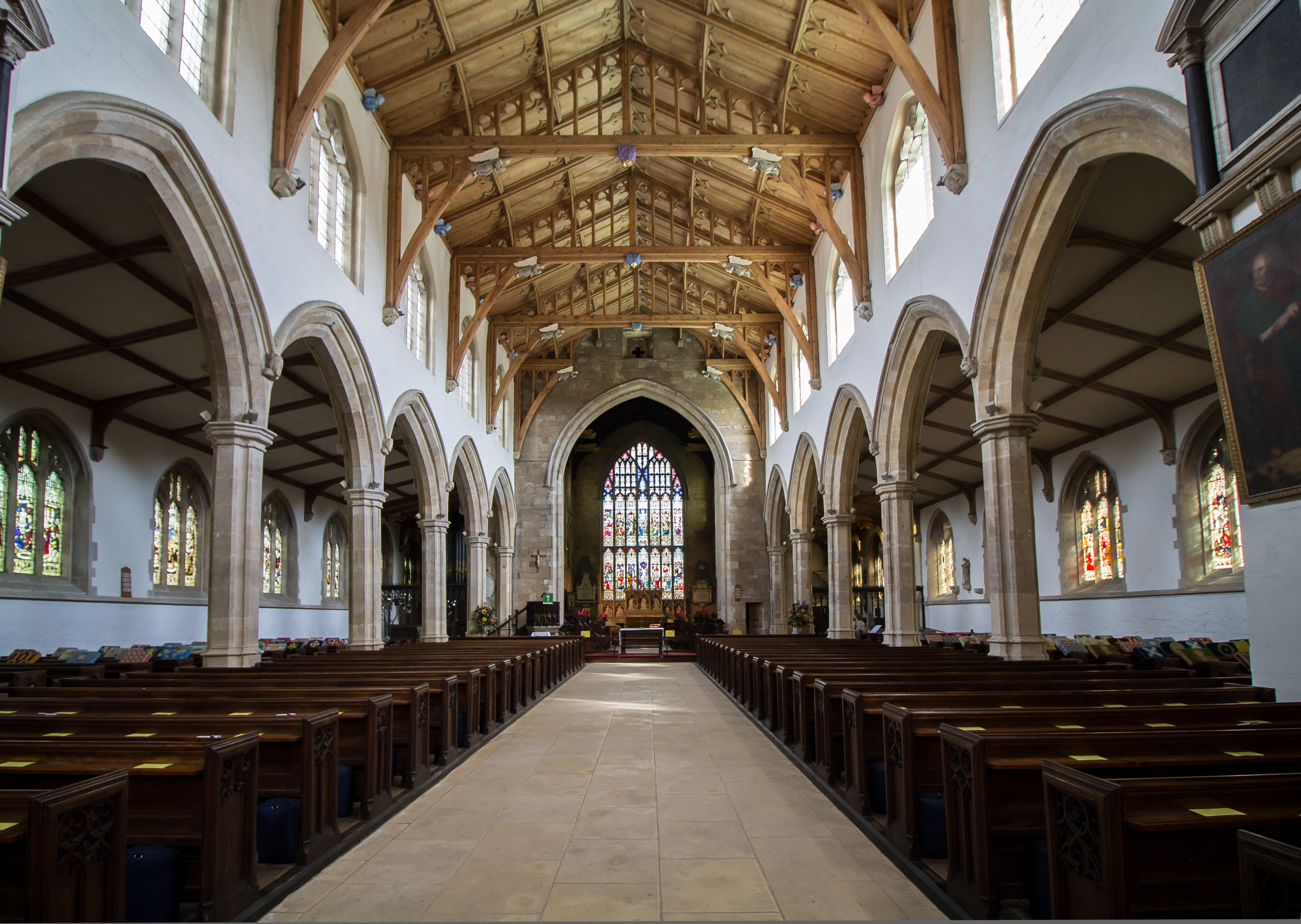
Langhaus und Chor

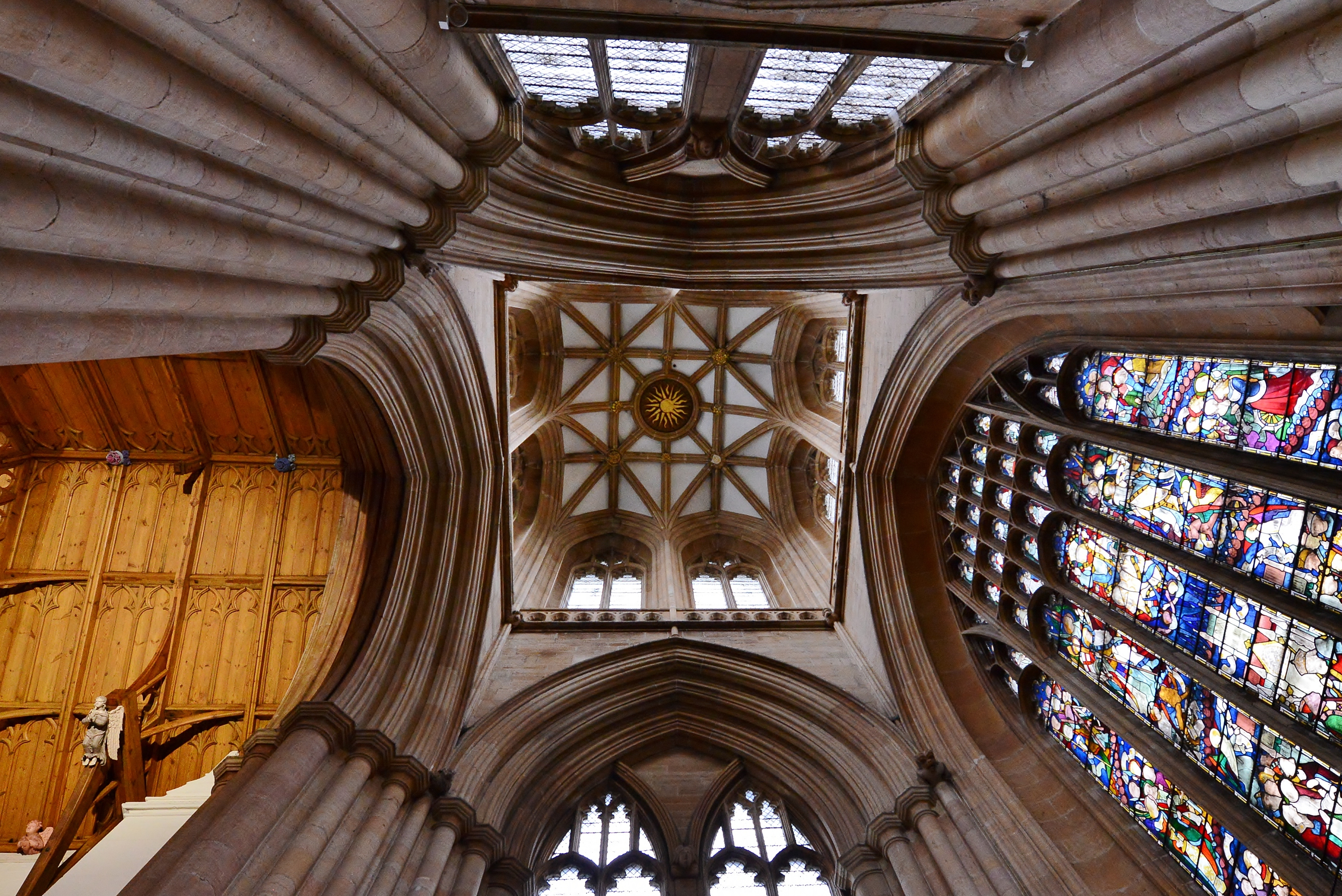
Laternenturm

St James ist eine anglikanische Pfarrkirche in der ostenglischen Stadt Louth in der Grafschaft (county) Lincolnshire; sie hat den höchsten Kirchturm (Laternenturm) einer anglikanischen Pfarrkirche in England (Höhe 90 m oder 295 ft). Sie trägt das Patrozinium des Apostels Jakobus d. Ä., ist als Grade-I-Bauwerk eingestuft und gehört zum Major Churches Network.

## Lage
Die gut 15.000 Einwohner zählende Kleinstadt Louth liegt etwa 20 km südlich der Mündung des Humber in die Nordsee. Die St James Church befindet sich im etwa 15 m hoch gelegenen Stadtzentrum.

## Geschichte
Nachdem mindestens zwei – möglicherweise dem hl. Herefrith von Louth († um 873) geweihten – Vorgängerbauten aus dem 11. und 13. Jahrhundert abgerissen worden waren, begann man in den 30er Jahren des 14. Jahrhunderts mit dem Neubau der Kirche, deren etwas später begonnener Glockenturm (bell tower) im Jahr 1499 fertiggestellt war; die steinerne Turmspitze (spire) wurde im Jahr 1515 vollendet. Im Jahr 1536 waren Louth und seine Kirche ein Zentrum der als Pilgrimage of Grace bezeichneten englischen Gegenreformation. Im 19. Jahrhundert wurde die Kirche restauriert: Das Dach wurde erneuert und die Kirchturmspitze ausgebessert.

## Architektur
Markantester Bauteil ist der – einschließlich seines Spitzhelmes – ca. 90 m hohe Kirchturm, der als Laternenturm auch das Innere der Kirche belichtet; der Spitzhelm ist über durchbrochene Strebebögen mit vier kleinen Ecktürmchen verbunden. Das Mittelschiff des dreischiffigen und in seinem Aufriss basilikal gestaltete Langhaus hat ein hölzernes Satteldach, wohingegen die Seitenschiffdächer als Pultdächer ausgeführt sind.

## Ausstattung
Sehenswert sind die im 19. Jahrhundert farbig gestalteten Glasfenster im spätgotischen Perpendicular Style-Maßwerk. 